# Pułapka (opera)
Pułapka – opera Zygmunta Krauze z roku 2011.
Autorzy libretta – Zygmunt Krauze i Grzegorz Jarzyna dochowali wierności literackiemu pierwowzorowi.
"Pułapka" Tadeusza Różewicza, na podstawie której powstała opera, opowiada historię życia Franza Kafki, uwikłanego we własną osobowość, nieprzystosowanego do codzienności, człowieka zdeterminowanego przez kompleks ojca i strach przed kobietami, pisarza, tworzącego w czasie, gdy groza holocaustu zataczała coraz szersze kręgi, i docenionego dopiero po śmierci.
Polska prapremiera miała miejsce w Operze Wrocławskiej pod kierownictwem muzycznym Tomasza Szredera, w reżyserii Eweliny Pietrowiak.

## Źródła
- Obsada i szczegóły realizacji opery w bazie e-teatr